# Get Up! (Helix)
Get Up! è il decimo album in studio dei Helix, uscito nel 2006 per l'Etichetta discografica Dirty Dog Records.
Si tratta di una pre-realizzazione del disco The Power of Rock and Roll che verrà pubblicato l'anno successivo. Questa edizione verrà stampata in tiratura limitata e contiene solo alcune delle tracce presenti nel vero e proprio album The Power Of Rock And Roll.

## Tracce
1. Get Up!
2. Boomerang Lover
3. Cyberspace Girl
4. Baby Likes To Ride
5. The Past Is Back (To Kick Your Ass)
6. Heavy Metal Love [versione ri-registrata 2006]
7. Do You Believe In Rock And Roll?

## Formazione
- Brian Vollmer - vocals
- Steve Georgakopoulos - chitarra, cori
- Jeff Fountain - basso, cori
- Rob MacEachern - batteria

### Altri partecipanti
- Barry Donaghy - cori
- Gord Prior - cori
- Doug Weir - cori
- Dan Brodbeck - cori